# جون كوان (مغني)
جون كوان (بالإنجليزية: John Cowan)‏ هو مغني أمريكي، ولد في 24 أغسطس 1952 في مينيرفا في الولايات المتحدة.

## وصلات خارجية
- جون كوان على موقع ميوزك برينز (الإنجليزية)
- جون كوان على موقع ديسكوغز (الإنجليزية)